# Armée des Flandres (Habsbourg)

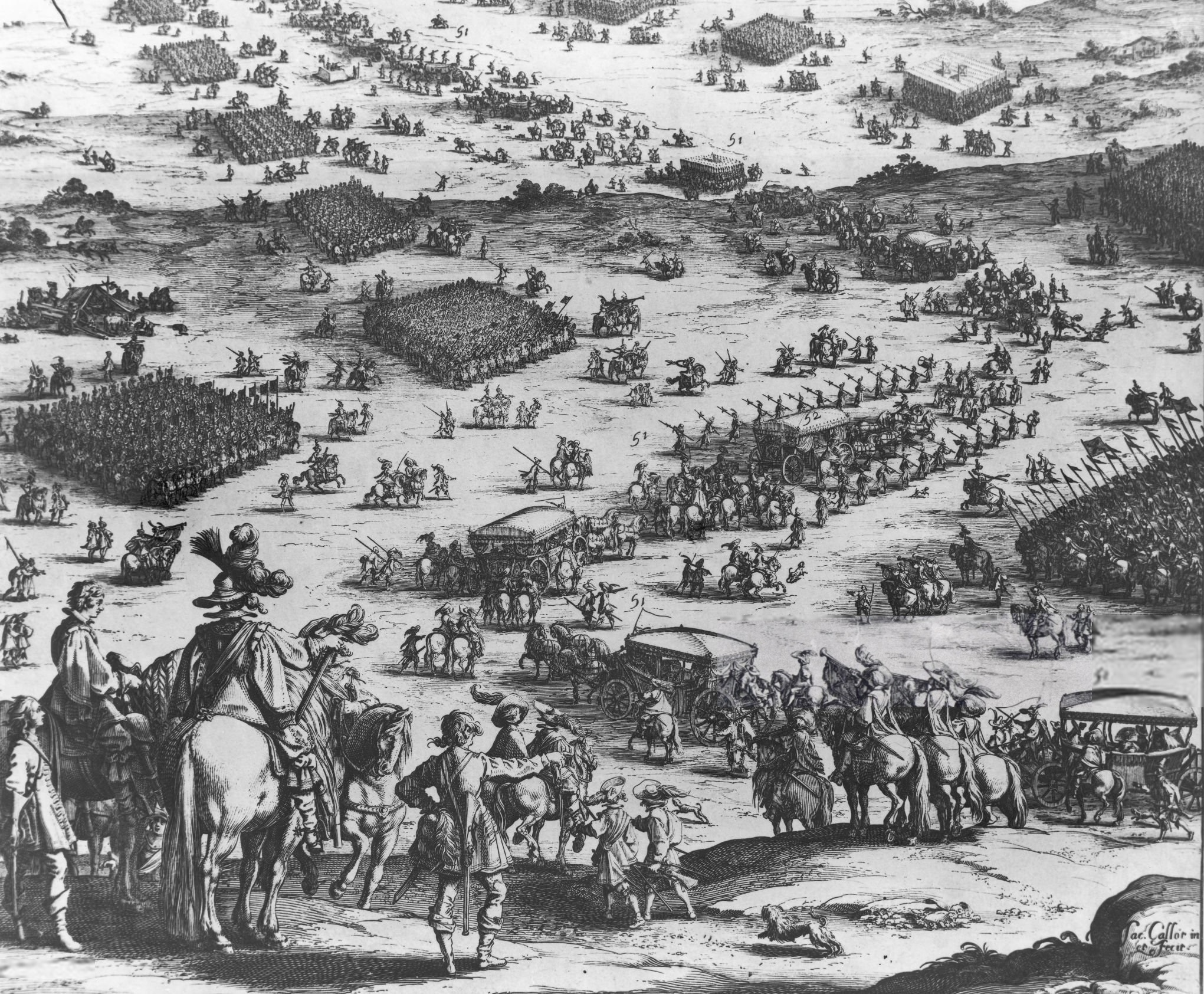
Le Siège de Bréda en 1624 par Jacques Callot, montrant le tercios de l'Armée des Flandres.

 (février 2023).
Si vous disposez d'ouvrages ou d'articles de référence ou si vous connaissez des sites web de qualité traitant du thème abordé ici, merci de compléter l'article en donnant les références utiles à sa vérifiabilité et en les liant à la section « Notes et références ».
L'Armée des Flandres (Armée de Flandre) était une armée au service des rois d'Espagne de la maison des Habsbourg, basée dans les Pays-Bas espagnols du XVIe au XVIIIe siècle. Comme c'était souvent le cas à l'époque, elle était composée de soldats venant de nombreuses régions ou pays, principalement d'Allemands et de Wallons, mais aussi d'Italiens, d'Albanais, d'Espagnols et de Bourguignons. Son effectif a fort fluctué: 10 000 hommes en 1567, 86 235 en 1574, puis 49 765 en 1607. Quand le duc d'Albe a été envoyé aux Pays-Bas espagnols avec un contingent de 10 000 hommes, il a emprunté ce qui deviendra par la suite le Chemin des Espagnols, pour ne pas devoir traverser la France.

L'Armée de Flandre est connue pour être l'armée la plus longtemps en service, ayant été opérationnelle de 1567 jusqu'à sa dissolution en 1706. En plus d'avoir pris part à de nombreuses batailles de la Révolte des gueux (1567–1609), de la Guerre de Quatre-vingts Ans (1568-1648) et de la Guerre de Trente Ans (1618–1648), elle a également utilisé et développé de nombreux nouveaux concepts militaires. C'est ainsi que, sous le commandement du duc d'Albe, l'Armée de Flandre va révolutionner l'utilisation de la cavalerie légère dans les combats mettant à profit sa grande mobilité. L'Armée de Flandre a également développé des régiments permanents (tercios), des casernes, des hôpitaux militaires et des maisons de retraite bien avant qu'ils ne soient adoptés dans le reste de l'Europe. 

L'Espagne a connu trois banqueroutes sous le règne de Philippe II (1557, 1575 et 1597). Celui-ci chercha toujours à faire supporter le poids financier de cette importante armée par la population des Pays-Bas espagnols. Maintenue à un coût énorme et à une distance importante de l'Espagne, l'Armée de Flandre avait acquis une mauvaise réputation en raison de ses mutineries successives. Ces rébellions trouvaient la plupart du temps leur origine dans le retard, parfois très important, du paiement des soldes, comme ce fut le cas lors du Sac d'Anvers en 1576. Autre exemple, en 1584, Robert de Melun, marquis de Roubaix suppliait Farnèse que l'on envoie la paie des troupes qui n'étaient plus payées et mal nourries. De même, lors de la capitulation d'Anvers en 1585, une partie des troupes victorieuses de Farnèse, principalement des Wallons, se révolta parce qu'il leur avait interdit de piller la ville.